# 서브스토리
서브스토리(Substory)는 이파트의 소셜 댓글 서비스이다. 별도의 회원가입 없이 SNS 계정으로 로그인하여 댓글을 작성하고, 작성한 댓글을 SNS로 공유할 수 있다.